# Proud Flesh
Proud Flesh és una pel·lícula muda dirigida per King Vidor i protagonitzada per Eleanor Boardman, Pat O’Malley i Harrison Ford. Basada en la novel·la homònima de Lawrence Rising adaptada al cinema per Harry Behn i Agnes Christine Johnstone, el film es va estrenar el 27 d’abril de 1925.

## Argument
Fernanda, la filla orfe d'una víctima del terratrèmol de San Francisco, és atesa per familiars a Espanya fins que compleix els divuit anys, quan el seu més fervent admirador, Don Jaime, li demana que es casi amb ell. Fernanda el rebutja i marxa a San Francisco, on coneix Pat O'Malley, un contractista de fontaneria. Tots dos se senten atrets un per l’altre. Pat porta Fernanda a visitar casa seva però se sent molt decebuda per la manera de fer rude de la senyora O'Malley i per la inelegància de la casa. Fernanda trenca amb Pat i aquest la segresta i la porta a la seva cabana de muntanya. Fins allà els segueix Don Jaime i s’enduu Fernanda. Quan Pat arriba a casa, la seva mare li retreu que s’hagi enamorat d'una noia d’una altra classe però aleshores arriba Fernanda i explica a Pat que no pot viure sense el seu amor.

## Repartiment
- Eleanor Boardman (Fernanda)
- Pat O'Malley (Pat O'Malley)
- Harrison Ford (Don Jaime)
- Trixie Friganza (Mrs. McKee)
- William J. Kelly (Mr. McKee)
- Rosita Marstini (Vicente)
- Sōjin Kamiyama (Wong)
- Evelyn Sherman (tieta española)
- George Nichols (tiet español)
- Margaret Seddon (Mrs. O'Malley)
- Lillian Elliott (Mrs. Casey)
- Priscilla Bonner (noia de San Francisco)
- Joan Crawford (no surt als crèdits)